# کتلمن سیتی (کالیفرنیا)
کتلمن سیتی (به انگلیسی: Kettleman City) یک منطقهٔ مسکونی در ایالات متحده آمریکا است که در شهرستان کینگز، کالیفرنیا واقع شده‌است. کتلمن سیتی ۰٫۵۴۶ کیلومتر مربع مساحت و ۱٬۴۳۹ نفر جمعیت دارد و ۷۷ متر بالاتر از سطح دریا واقع شده‌است.